# أندي سيتون
أندي سيتون (بالإنجليزية: Andy Seaton)‏ هو لاعب كرة قدم ومدرب كرة قدم بريطاني في مركزي ظهير ‏ والدفاع، ولد في 16 سبتمبر 1977 في إدنبرة في المملكة المتحدة. شارك مع منتخب اسكتلندا تحت 21 سنة لكرة القدم. أما مع النوادي، فقد لعب مع بيرويك راينجرز ونادي ألوا أثليتيك ونادي فالكيرك.